# Gran Premio de Montreal 2019
La 10.ª edición de la clásica ciclista Gran Premio de Montreal fue una carrera en Canadá que se celebró el 15 de septiembre de 2019 por los alrededores de la ciudad de Montreal, al que se le dieron 18 vueltas a un circuito de 12,2 km para completar un recorrido de 219,6 kilómetros.
La carrera formó parte del UCI WorldTour 2019, siendo la trigésima sexta competición del calendario de máxima categoría mundial. El vencedor fue el belga Greg Van Avermaet del CCC seguido del italiano Diego Ulissi del UAE Emirates y el español Iván García Cortina del Bahrain Merida.

## Recorrido
El Gran Premio de Montreal dispuso de un recorrido total de 219,6 kilómetros, donde los ciclistas en la parte final disputaron un circuito de 18 vueltas de 12,2 kilómetros hasta la línea de meta.

## Equipos participantes
Tomaron parte en la carrera 21 equipos: 18 de categoría UCI WorldTour 2019 invitados por la organización; 2 de categoría Profesional Continental y la selección nacional de Canadá. Formando así un pelotón de 146 ciclistas de los que acabaron 97. Los equipos participantes fueron:
| WorldTeams (18)- AG2R La Mondiale - Astana - Bahrain-Merida - Bora-hansgrohe - CCC Team - Deceuninck-Quick Step - Dimension Data - EF Education First - Groupama-FDJ - Team Jumbo-Visma - Lotto Soudal - Mitchelton-Scott - Movistar Team - Katusha-Alpecin - Ineos - Team Sunweb - Trek-Segafredo - UAE Team Emirates Equipos continentales profesionales (2)- Rally UHC Cycling - Israel Cycling Academy Equipo nacional- Canadá |
| |

## Clasificaciones finales
- Las clasificaciones finalizaron de la siguiente forma:[3]

### Clasificación general
| \| Clasificación general \| Clasificación general \| Clasificación general \| Clasificación general \| Clasificación general \| \| Ciclista \| Ciclista \| Equipo \| Tiempo \| \| \| --------------------- \| --------------------- \| ---------------------- \| --------------------- \| --------------------- \| \| 1.º \| Greg Van Avermaet \| CCC Team \| 6 h 09 min 38 s \| \| \| 2.º \| Diego Ulissi \| UAE Team Emirates \| + 0 s \| \| \| 3.º \| Iván García Cortina \| Bahrain-Merida \| + 0 s \| \| \| 4.º \| Tim Wellens \| Lotto-Soudal \| + 0 s \| \| \| 5.º \| Michael Valgren \| Dimension Data \| + 0 s \| \| \| 6.º \| Kristian Sbaragli \| Israel Cycling Academy \| + 0 s \| \| \| 7.º \| Rui Alberto Costa \| UAE Team Emirates \| + 0 s \| \| \| 8.º \| Michael Woods \| EF Education First \| + 0 s \| \| \| 9.º \| Nans Peters \| AG2R La Mondiale \| + 0 s \| \| \| 10.º \| Bauke Mollema \| Trek-Segafredo \| + 0 s \| \| \| 11.º \| Jack Haig \| Mitchelton-Scott \| + 0 s \| \| \| 12.º \| Mathias Frank \| AG2R La Mondiale \| + 0 s \| \| \| 13.º \| Julian Alaphilippe \| Deceuninck-Quick Step \| + 0 s \| \| \| 14.º \| Adam Yates \| Mitchelton-Scott \| + 0 s \| \| \| 15.º \| Carlos Betancur \| Movistar Team \| + 5 s \| \| |                     |                        |                 |
| |                     |                        |                 |
| Fuente: ProCyclingStats |                     |                        |                 |
| Clasificación general |                     |                        |                 |
| Ciclista | Ciclista            | Equipo                 | Tiempo          |
| 1.º | Greg Van Avermaet   | CCC Team               | 6 h 09 min 38 s |
| 2.º | Diego Ulissi        | UAE Team Emirates      | + 0 s           |
| 3.º | Iván García Cortina | Bahrain-Merida         | + 0 s           |
| 4.º | Tim Wellens         | Lotto-Soudal           | + 0 s           |
| 5.º | Michael Valgren     | Dimension Data         | + 0 s           |
| 6.º | Kristian Sbaragli   | Israel Cycling Academy | + 0 s           |
| 7.º | Rui Alberto Costa   | UAE Team Emirates      | + 0 s           |
| 8.º | Michael Woods       | EF Education First     | + 0 s           |
| 9.º | Nans Peters         | AG2R La Mondiale       | + 0 s           |
| 10.º | Bauke Mollema       | Trek-Segafredo         | + 0 s           |
| 11.º | Jack Haig           | Mitchelton-Scott       | + 0 s           |
| 12.º | Mathias Frank       | AG2R La Mondiale       | + 0 s           |
| 13.º | Julian Alaphilippe  | Deceuninck-Quick Step  | + 0 s           |
| 14.º | Adam Yates          | Mitchelton-Scott       | + 0 s           |
| 15.º | Carlos Betancur     | Movistar Team          | + 5 s           |

## Ciclistas participantes y posiciones finales
Convenciones:
- AB-N: Abandono en la etapa N
- FLT-N: Retiro por llegada fuera del límite de tiempo en la etapa N
- NTS-N: No tomó la salida para la etapa N
- DES-N: Descalificado o expulsado en la etapa N

## UCI World Ranking
El Gran Premio de Montreal otorgó puntos para el UCI World Ranking para corredores de los equipos en las categorías UCI WorldTeam, Profesional Continental y Equipos Continentales. Las siguientes tablas son el baremo de puntuación y los 10 corredores que obtuvieron más puntos:
| Posición   | 1.º | 2.º | 3.º | 4.º | 5.º | 6.º | 7.º | 8.º | 9.º | 10.º | 11.º | 12.º | 13.º | 14.º | 15.º | 16.º-20.º | 21.º-30.º | 31.º-50.º | 51.º-55.º | 56.º-60.º |
| Puntuación | 500 | 400 | 325 | 275 | 225 | 175 | 150 | 125 | 100 | 85   | 70   | 60   | 50   | 40   | 35   | 30        | 20        | 10        | 5         | 3         |

| Clasificación |                     |                        |        |
| Ciclista      | Ciclista            | Equipo                 | Puntos |
| ------------- | ------------------- | ---------------------- | ------ |
| 1.º           | Greg Van Avermaet   | CCC                    | 500    |
| 2.º           | Diego Ulissi        | UAE Emirates           | 400    |
| 3.º           | Iván García Cortina | Bahrain Merida         | 325    |
| 4.º           | Tim Wellens         | Lotto Soudal           | 275    |
| 5.º           | Michael Valgren     | Dimension Data         | 225    |
| 6.º           | Kristian Sbaragli   | Israel Cycling Academy | 175    |
| 7.º           | Rui Costa           | UAE Emirates           | 150    |
| 8.º           | Michael Woods       | EF Education First     | 125    |
| 9.º           | Nans Peters         | AG2R La Mondiale       | 100    |
| 10.º          | Bauke Mollema       | Trek-Segafredo         | 85     |